# Douglas MacArthur
Douglas MacArthur, ameriški general, * 26. januar 1880, Little Rock, Arkansas, † 5. april 1964, Washington, D.C.
General MacArthur je bil po kapitulaciji Japonske v drugi svetovni vojni vrhovni poveljnik zavezniških vojaških zasedbenih enot na Japonskem. 